# Andrej Dundukov
Andrej Dundukov (cirillico Андрей Дундуков; Južno-Sachalinsk, 12 novembre 1966) è un ex combinatista nordico sovietico.

## Biografia
In Coppa del Mondo esordì il 23 febbraio 1985 a Leningrado (7°), ottenne il primo podio il 25 marzo 1988 a Rovaniemi (3°) e l'unica vittoria il 16 marzo 1990 a Oslo.
In carriera prese parte a due edizioni dei Giochi olimpici invernali, Calgary 1988 (12° nell'individuale, non conclude la gara a squadre) e Albertville 1992 (22° nell'individuale, 11° nella gara a squadre), e a due dei Campionati mondiali, vincendo due medaglie.

## Palmarès

### Mondiali
- 2 medaglie:
  - 1 argento (individuale a Lahti 1989)
  - 1 bronzo (gara a squadre a Oberstdorf 1987)

### Mondiali juniores
- 2 medaglie:
  - 1 oro (individuale a Lake Placid 1986)
  - 1 argento (gara a squadre a Lake Placid 1986)

### Coppa del Mondo
- Miglior piazzamento in classifica generale: 8º nel 1989 e nel 1990
- 3 podi (tutti individuali):
  - 1 vittoria
  - 1 secondo posto
  - 1 terzo posto

#### Coppa del Mondo - vittorie
| Data          | Località | Nazione  | Trampolino        | Spec.       |
| ------------- | -------- | -------- | ----------------- | ----------- |
| 16 marzo 1990 | Oslo     | Norvegia | Holmenkollen K105 | IN LH/15 km |

Legenda:

IN = individuale Gundersen

LH = trampolino lungo